# 3619 Nash
3619 Nash è un asteroide della fascia principale. Scoperto nel 1981, presenta un'orbita caratterizzata da un semiasse maggiore pari a 2,3876790 UA e da un'eccentricità di 0,2385930, inclinata di 4,04537° rispetto all'eclittica.
L'asteroide è dedicato all'astrofisico statunitense Douglas B. Nash.